# 동정 (감정)
동정(同情)은 타인의 감정에 대해 공감하는 감정의 정체성을 가리킨다. 공감과는 다르다. 연민의 일반적인 용법으로 불행한 상황과 고난에 대해 감정을 공유할 때 이용되는 것이 많다. 그러나 긍정적인 감정에 대해서도 사용되는 일도 있다. 동정은 정신적, 물질적으로 도와주고 싶은 단계까지 나아가지만 연민은 그렇지 않다.

## 같이 보기
- 이타주의